# Tepe Gawra

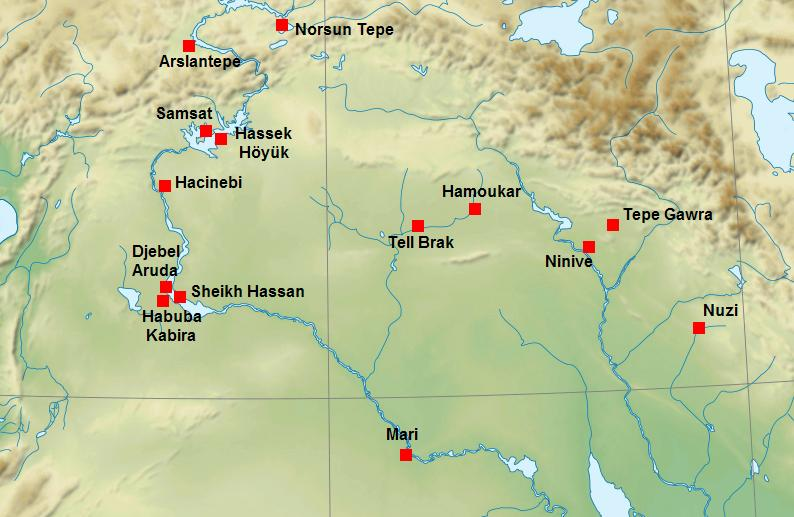
Carte des sites archéologiques de la période d'Uruk en Haute Mésopotamie et Anatolie.

Tepe Gawra est un site archéologique situé dans le nord-est de l'Irak près de Mossoul et de l'ancien site de Ninive. Il s'agit d'un des plus importants sites pour la connaissance de la protohistoire de cette région et l'émergence de chefferies et d'une proto-urbanisation. Il a d'ailleurs donné son nom à la « période de Gawra », qui occupe la seconde moitié du IVe millénaire av. J.-C. dans la Haute Mésopotamie, avant la révision de la chronologie qui a fait remonter la principale période d'occupation du site dans le temps, entre la seconde moitié du Ve millénaire av. J.-C. et la première moitié du IVe millénaire av. J.-C. Il a été exploré une première fois par Austen Henry Layard quand ce dernier dégageait les capitales assyriennes de Ninive et Nimrud au milieu du XIXe siècle, avant de faire l'objet de fouilles régulières par l'Université de Pennsylvanie entre 1927 et 1937, puis dans les années 1970.